# صادق آیینه‌وند
دکتر صادق آئینه‌وند (زاده ۱۳۳۰ در قلعه امیرخان تویسرکان – درگذشتهٔ ۱۷ اردیبهشت ۱۳۹۴ در تهران)، چهرۀ ماندگار تاریخ، برگزیدۀ جایزۀ علمی علامه طباطبایی بنیاد ملی نخبگان و استاد دانشگاه تربیت مدرس و استاد مدعو دانشگاه‌های خوارزمی تهران، شهید بهشتی و تهران نیز بود. او دانش‌آموختهٔ دانشگاه القدیس یوسف لبنان و دانشگاه تهران بود. آئینه‌وند در تاریخ ۱۶ دی ۱۳۹۲، به عنوان رئیس پژوهشگاه علوم انسانی و مطالعات فرهنگی منصوب شد و تا پایان عمر این سمت را بر عهده داشت.

## زندگی
صادق آئینه‌وند در سال ۱۳۳۰ خورشیدی در روستای قلعه امیرخان (بهارآب) در شهرستان تویسرکان متولد شد. او تحصیلات ابتدایی را در زادگاهش و در مکتب نزد سید شعاع‌الدین میرزاجانی الحسینی و دوران دبیرستان را در اسدآباد همدان به پایان رسانید. در همین دوران بود که به فعالیت‌های فرهنگی و سیاسی پرداخت و با کانون فعالیت‌های جوانان ولی‌عصر همدان ارتباط یافت.
آئینه‌وند در این سال در دانشگاه تهران به تحصیل در رشته ادبیات عرب پرداخت و فعالیت‌های سیاسی و فرهنگی خود را نیز ادامه داد. تأسیس تشکلی اسلامی با عنوان کتابخانۀ دانشجویی «ن والقلم و ما یسطرون» از جمله فعالیت‌های او در دوران دانشجویی قبل از انقلاب است.
وی در همان دانشگاه به ادامه تحصیل در مقطع کارشناسی ارشد ادبیات عرب پرداخت و همراه با آن، بخشی از دروس حوزوی را نیز خواند. در ۱۳۶۱ به عضویت هیئت علمی دانشگاه تربیت مدرس درآمد و در گروه تاریخ آن دانشگاه، مشغول به کار گردید. یک سال بعد، با سمت رایزن فرهنگی جمهوری اسلامی ایران، عازم سوریه شد و همزمان، در ۱۳۶۳ ش. به تحصیل در مقطع دکترای ادبیات عرب در دانشگاه قدیس یوسف لبنان پرداخت و پس از اتمام تحصیل و بازگشت به ایران در دانشگاه‌های تربیت مدرس، تهران، الزهراء و قم، دروس تاریخ اسلام و سیرۀ نبوی و تاریخ‌نگاری در اسلام و ادبیات عرب تدریس کرد.
تا ۱۳۷۲ مسئولیت‌های فرهنگی متعددی از جمله مدیریت کل پژوهش‌ها و برنامه‌ریزی فرهنگی، ریاست مرکز سیاست علمی و پژوهشی وزارت آموزش عالی و ریاست دانشکدۀ علوم انسانی دانشگاه تربیت مدرس را برعهده داشت. در سال ۱۳۷۳ به عنوان استاد نمونۀ کشور به دریافت لوح تقدیر از ریاست جمهوری وقت، هاشمی رفسنجانی، نایل آمد و مقالات گوناگونی از او در نشریات معتبر داخلی و خارجی منتشر شد. 
آئینه‌وند در چندین کنگرۀ بین‌المللی به عنوان داور و عضو هیئت علمی حضور داشته که از جمله آن‌ها بوده‌است؛ تاریخ پزشکی در اسلام، سید جمال‌الدین اسدآبادی، خوارزمی، امام خمینی و فرهنگ عاشورا. او از کنگرۀ تاریخ پزشکی و نیز از ریاست دانشگاه باقرالعلوم، لوح تقدیر دریافت کرده‌است.
وی در ۱۷ اردیبهشت ۱۳۹۴ در سن ۶۳ سالگی به دلیل ابتلا به بیماری نارسایی خونی در بیمارستان لاله تهران درگذشت. پیکر آئینه‌وند در ۲۰ اردیبهشت در پژوهشگاه علوم انسانی و سپس در دانشگاه تربیت مدرس تشییع گردید و در قطعۀ نام‌آوران بهشت زهرا به خاک سپرده شد. مراسم بزرگداشتی در نخستین سالگرد وی با همکاری دانشگاه تربیت مدرس و بنیاد ملی نخبگان با حضور جمعی از مسئولان دانشگاه و بنیاد ملی نخبگان در سال ۱۳۹۵ برگزار شد.

## مراحل تحصیلی
- دکتری: ادبیات عرب، دانشگاه قدیس یوسف لبنان
- کارشناسی ارشد: زبان و ادبیات، ادبیات عربی، دانشگاه تهران
- کارشناسی: زبان و ادبیات، ادبیات عربی، دانشگاه تهران

## آثار علمی
تألیف و ترجمه بالغ بر ۳۴ جلد کتاب و انتشار ۹۶ مقاله از آثار علمی صادق آئینه‌وند است. او راهنمایی ۲۵ پایان‌نامه دکتری و ۷۵ پایان‌نامه کارشناسی ارشد را به عهده داشته‌است. وی عضو هیئت تحریریه مجله مدرس، مجله مقالات و بررسی‌ها، مجله العلوم الإنسانیه و ۷ مجله دیگر، مدیر مسئول مجلة العلوم الإنسانیة / علوم انسانی (به دو زبان به دو زبان عربی و انگلیسی) و سردبیر مجلۀ آفاق الحضارة الإسلامیة (به زبان عربی) بوده‌است. ریاست «انجمن ایرانی تاریخ» و عضویت در هیئت مدیرۀ «انجمن ایرانی تاریخِ اسلام» و «انجمن ایرانی مطالعات زنان» از دیگر مسئولیت‌های علمی او بوده‌است.

## عناوین علمی
- پدر علم تاریخ اسلام در ایران
- چهره ماندگار ۱۳۸۵[۷]
- هیئت علمی نمونه کشوری وزارت علوم ۷۳–۱۳۷۲
- چهرۀ فرهیختۀ استان همدان ۱۳۸۴
- پیشکسوت علوم انسانی ایران جشنواره فارابی ۱۳۹۰
- برگزیدۀ جایزۀ علمی علامه طباطبایی بنیاد ملی نخبگان ۱۳۹۰
- مؤسس رشتۀ مطالعات زنان در ایران